# 1033년

## 연호
- 북송(北宋) 명도(明道) 2년
- 요(遼) 중희(重熙) 2년
- 일본(日本) 조겐(長元) 6년
- 서하(西夏) 현도(顯道) 2년
- 리 왕조(李朝) 티엔타인(天成) 6년

## 기년
- 북송(北宋) 인종(仁宗) 11년
- 요(遼) 흥종(興宗) 3년
- 고려(高麗) 덕종(德宗) 2년
- 서하(西夏) 이원호(李元昊) 2년
- 리 왕조(李朝) 태종(太宗) 6년

## 사건
- 고려, 천리장성 쌓음.
- 동여진인(東汝眞人)과 거란인들이 투항함.

## 탄생
- 송나라의 학자 정이. (~1107년)
- 영국의 철학자 안셀무스 칸투아리엔시스. (~?)